# Paz de Pelópidas
La Paz de Pelópidas es un tratado de paz concluido durante la Guerra beocia, pero que no entró en vigor. Su nombre se debe al embajador tebano Pelópidas.
En 367 a. C. Tebas decidió, con la ayuda de los  persas, conseguir la hegemonía en Grecia, es decir, querían conseguirla de la misma manera que había conseguido Esparta la Paz de Antálcidas: mediante un tratado de paz, del que Tebas se encargaría de ejecutar. Enviaron embajadores al rey persa Artajerjes II y también llamaron a sus aliados, los arcadios y persas. Los atenienses, al enterarse, enviaron a sus embajadores. Durante las negociaciones, Pelópidas, el embajador tebano, consiguió que el rey aceptara la independencia de todos los estados griegos, confirmara la independencia de Mesenia y exigiera que se prohibiera a los atenienses tener una flota.
En la conferencia de Tebas, los tebanos mostraron una carta con un sello real y exigieron a los embajadores aliados que juraran respetar los términos. Sin embargo, los arcadios se negaron y abandonaron la reunión de forma demostrativa. Los tebanos enviaron entonces embajadores a todas las ciudades importantes exigiendo la aceptación de las condiciones, pero primero fueron rechazadas en Corinto, y luego en otras ciudades.